# Canthidium guyanense
Canthidium guyanense е вид бръмбар от семейство Листороги бръмбари (Scarabaeidae). Видът не е застрашен от изчезване.

## Разпространение
Разпространен е в Бразилия (Амапа и Пара), Суринам и Френска Гвиана.